# Новицький Ігор Ярославович
І́гор Яросла́вович Нови́цький (* 4 квітня 1956, Дрогобич) — український лікар, педагог, доктор медичних наук (2004), професор Львівського медичного університету, керівник Львівського міського медичного центру «Мікрохірургія ока», почесний амбасадор Львова.

## Життєпис
1979 року закінчив медичний факультет Івано-Франківського медичного інституту.
В 1979—1980 роках працював лікарем-інтерном, 1980—1990 — офтальмолог.
1986 року захистив кандидатську дисертацію.
У 1990—1992 роках — офтальмолог шпиталю міста Сана (Ємен).
1992 — завідувач очного відділення Самбірської центральної районної лікарні.
З 1993 року працює в Львівському медичному інституті — асистент, 1997 — доцент.
2004 року захистив докторську дисертацію, професор кафедри офтальмології Львівського медичного університету.
2006 року здобув вчене звання професора.
Напрями наукової роботи:
- діагностика, клініка та лікування рогівкових захворювань — виразки, неоваскуляризація, опіки — з використанням фармакологічних, фізичних й хірургічних методів (зокрема трансплантації амніотичної оболонки)
- консервативне та хірургічне лікування захворювань поверхні ока.

Є автором 100 наукових та навчально-методичних праць, з них 1 підручник та 1 навчальний посібник.
Зареєстровано серед них 4 патенти України та авторське свідоцтво на винахід. Керівник 4 дисертаційних робіт.
22 січня 2014 року повідомив, що готовий приймати пацієнтів, які отримали травми очей в часі сутичок на Майдані, для безкоштовного консультування й лікування.

## Публікації
- «Експериментальне та клінічне вивчення ефективності фонофорезу диоксидину в лікуванні бактеріальних кератитів та виразок рогівки» — кандидатська дисертація, Львів, 1986,
- «Efficacy of amnion membrane transplantation for experimental models of corneal pathology accompanied with neovascularization. Abstr Int Conf Application of Amniotic Membrane in Ophthalmology», Варшава, 2000, у співавторстві,
- «Очні хвороби» — підручник для медичних училищ і коледжів, Київ, «Здоров'я», 1998,
- «Спосіб моделювання стерильної виразки рогівки» — патент України № 2000084857, 2001, у співавторстві,
- «Роль пошкодження рогівкового епітелію і кон'юнктиви у розвитку неоваскуляризації рогівки», «Офтальмологічний журнал», 2002, у співавторстві,
- «Місце трансплантації амніотичної оболонки у лікуванні захворювань рогівки, котрі супроводжуються його неоваскуляризацією», експериментально-клінічне дослідження — докторська дисертація, Львів, 2004.